# Морозко Любов Георгіївна
Любов Георгіївна Морозко (нар. 11 грудня 1950, с. Запсілля, Кременчуцький район, Полтавська область) — директорка Харківського фахового вищого коледжу мистецтв, Відмінник народної освіти УРСР (1989) Заслужений працівник культури України (2004), кандидат філософських наук (1988), доцент (1993)

## Освіта
У 1967 році закінчила СШ № 14 м. Кременчука. 1973 року закінчила історичний факультет  Харківського державного університету ім. О. М. Горького.
Навчалась в аспірантурі на кафедрі філософії Харківського державного університету ім. О. М. Горького, яку закінчила у 1987 році.
Упродовж 1996—1999 років — докторант Харківського державного університету ім. О. М. Горького.

## Трудова та громадська діяльність
1967—1968 — завідувачка бібліотекою с. Запсілля Кременчуцького району Полтавської області;
1968—1973 — студентка ХДУ ім. О. М. Горького;
1973—1984 — інструктор Харківського міському ЛКСМУ, секретар Дзержинського райкому ЛКСМУ, завідувачка відділом шкільної молоді Харківського обкому ЛКСМУ;
1984—1987 — аспірантка кафедри філософії ХДУ ім. О. М. Горького.
1987—1996 — асистент, викладач, доцент кафедри теорії культури та філософії науки  ХДУ ім. О. М. Горького;
1996—1999 — докторант ХДУ ім. О. М. Горького;
1999—2005 — начальник управління культури Харківської обласної державної адміністрації;
2005—2008 — доцент кафедри теорії культури та філософії науки Харківського національного університету ім. В. Н. Каразіна;
2006—2009 — депутат Харківської обласної ради;
2008—2013 — генеральний директор Харківського національного академічного театру опери та балету ім. М. В. Лисенка. За її керівництва театр тримав звання Національного;  за сумісництвом професор  кафедри теорії культури та філософії науки ХНУ ім. В. Н. Каразіна. Автор наукових та науково-методичних робіт;
2014 — по теперішній час — директор КЗ «Харківський вищий коледж мистецтв» Харківської обласної ради;
1978,1979 — депутат Дзержинської районної ради Харкова;
1993—1995 — Віце-президент Харківської регіональної організації ЛПУ (Ліберальна партія України). У 1994 році балотувалась до Верховної Ради України;

## Звання, нагороди, відзнаки
- «Відмінник народної освіти України» (1989),
- Почесні відзнаки «За досягнення в розвитку культури і мистецтв»(2004), «За багаторічну плідну працю в галузі культури» (2005) Міністерства культури і мистецтв України, Почесна відзнака Харківської обласної ради «Слобожанська слава» (2010); Звання «Почесна Берегиня Козацтва Слобожанщини» (2014);
- Диплом «Кращий начальник управління культури обласної державної адміністрації» Міністерства культури і мистецтв України (2004);
- Грамота Президента України (2001), Подяка Президента України (2002), Подяка Кабінету Міністрів України (2004), Грамота ЦК профспілки працівників культури України (2010), Грамота Верховної Ради України за заслуги перед українським народом (2017), Подяка Голови Харківської обласної ради (2019), Почесні Грамоти, Подяки Харківської обласної державної адміністрації (2011, 2016, 2018, 2023), Почесні Грамоти, Подяки Харківського міського голови (2004,2008,2009,2022)·